# Ádám Adrienn
Ádám Adrienn fotóművész (? –)
Ádám Adrienn szolnoki születésű fotóművész a világ különböző pontján készült fotóin különleges és egyedi helyzeteket örökít meg, kiemelve a pillanat fontosságát. Törekszik a különleges és egyedi helyzeteket észrevenni, fényképezőgépe segítségével megörökíteni azokat. Fontos számára, hogy egészében visszatükröződjön fotóin, ahogyan szemléli a világot, az adott pillanat szépségét, mulandóságát kívánja átadni képein keresztül és megérinteni az embereket. Emellett jelentős számára a kulturális diplomácia szerepe, igyekszik művészetével hozzájárulni a nemzetek közötti megértéshez és kapcsolatokhoz.
Adrienn első önálló tárlata 2016-ban szülővárosában, Szolnokon nyílt, majd 2019-ben rendezhette meg A pillanat varázsa című tárlatot a Damjanich János Múzeumban. Három évvel később Krakkóba, Magyarország Főkonzulátusára került a kiállítás anyaga, ahol harmadik egyéni fotókiállítását mutathatta be a közönségnek a XXI. Krakkói Nemzetközi Fiatal Művészek Fesztiválja program részeként. Még ebben az évben felkérték naptár készítésére a fiatal alkotót, így 2022-ben két stílusban jelent meg tájképeiből kalendárium. Ezt követte A pillanat varázsa című idézetekkel színesített fotóalbum megjelenése, melyben Adrienn képei végig kísérik az olvasót a nagyvilágban, felvillantják annak sokszínűségét és egy-egy különleges fotó lehetőséget ad a meghitt elcsendesedésre a sűrű hétköznapok során.
2023. májusában Prágában nyílt meg következő egyéni kiállítása a szolnoki fotósnak a Liszt Intézet Magyar Kulturális Központban, ahol Adrienn egy válogatást tárhatott közönség elé szülőhazájában készített fotóiból. Az ott bemutatott képanyag 2024-ben Helsinkiben, Koppenhágában, újra Szolnokon majd New Yorkban és Marokkóban járt egyéni tártlatként. 

## Egyéni fotókiállítások

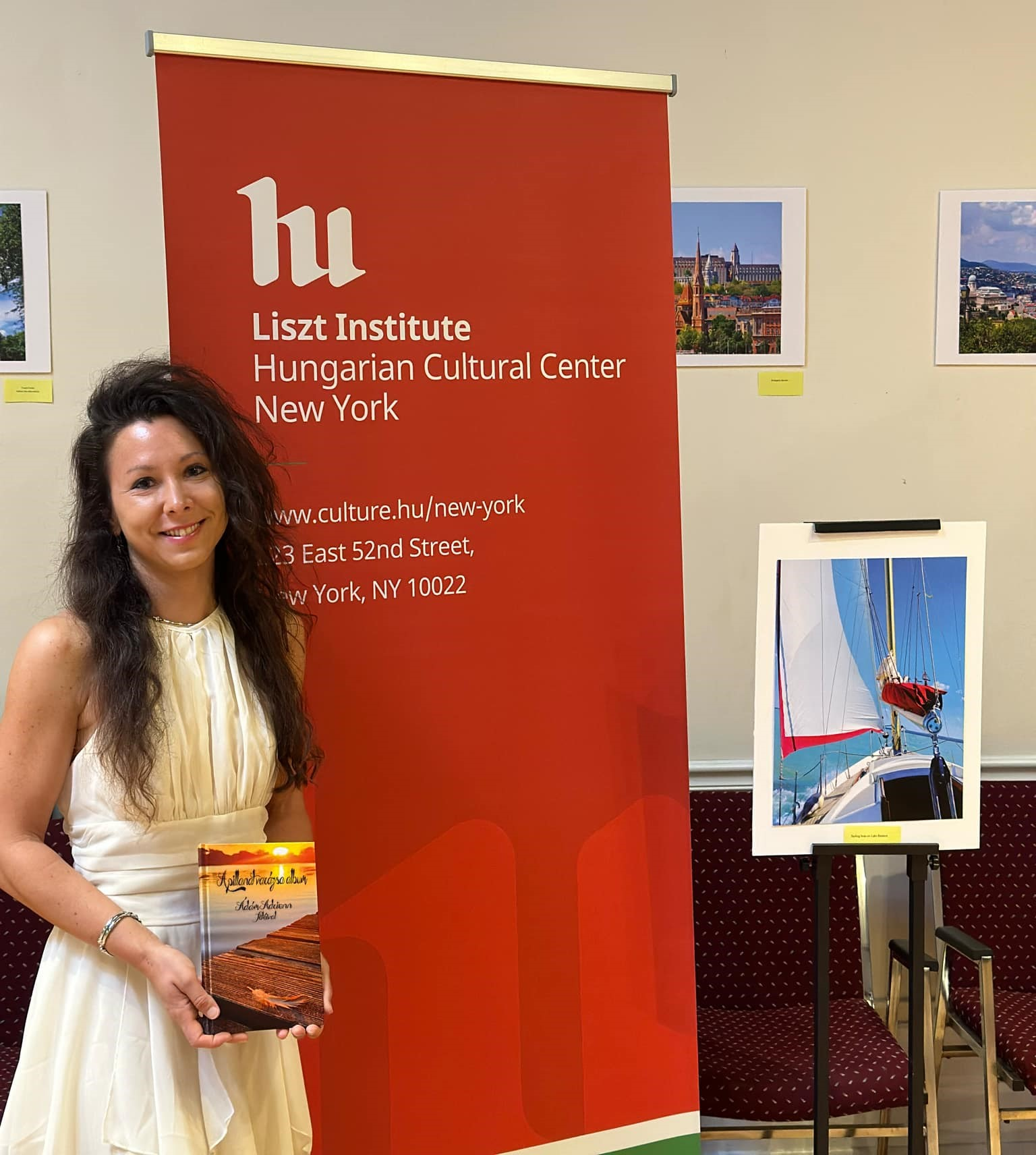
Ádám Adrienn A pillanat varázsa című fotókiállítása New Yorkban

- Miami Lexington Gallery, Florida - 2025.07.17.
- Lokayata Art Gallery, Delhi India - 2025.06.04.
- London, Anglia - Magyarország Nagykövetsége London 2025.03.11.
- Rabat, Marokkó - Rabat Agdal 2024.10.11-22.
- New York, USA - New York-i Magyar Ház 2024.07.19.
- Szolnok, Magyarország - Verseghy Ferenc Könyvtár 2024.07.03-26.
- Koppenhága, Dánia - Magyarország Nagykövetsége Koppenhága 2024. április
- Helsinki, Finnország - Liszt Intézet Magyar Kulturális Központtal együttműködve 2024. február
- Prága, Csehország - Liszt Intézet Magyar Kulturális Központ 2023.05.18. - 06.04.
- Krakkó, Lengyelország - Magyarország Főkonzulátusa Krakkó 2021.09.02.
- Szolnok, Magyarország - Damjanich János Múzeum 2019.09.26. - 10.27.
- Szolnok, Magyarország - Tiszaparti Gimnázium 2016.01.29.